# Necturus
Necturus Rafinesque, 1819 è un genere di anfibi caudati endemico dell'America del Nord, appartenente alla famiglia Proteidae. Conosciuto localmente con i nomi comuni in lingua inglese waterdogs (cani d'acqua) e mudpuppies (cuccioli del fango), delle sette specie note viventi, l'N. maculosus è probabilmente la specie più conosciuta, scelto tra gli anfibi con fessure branchiali per essere sezionato nelle classi di anatomia comparata.

## Descrizione

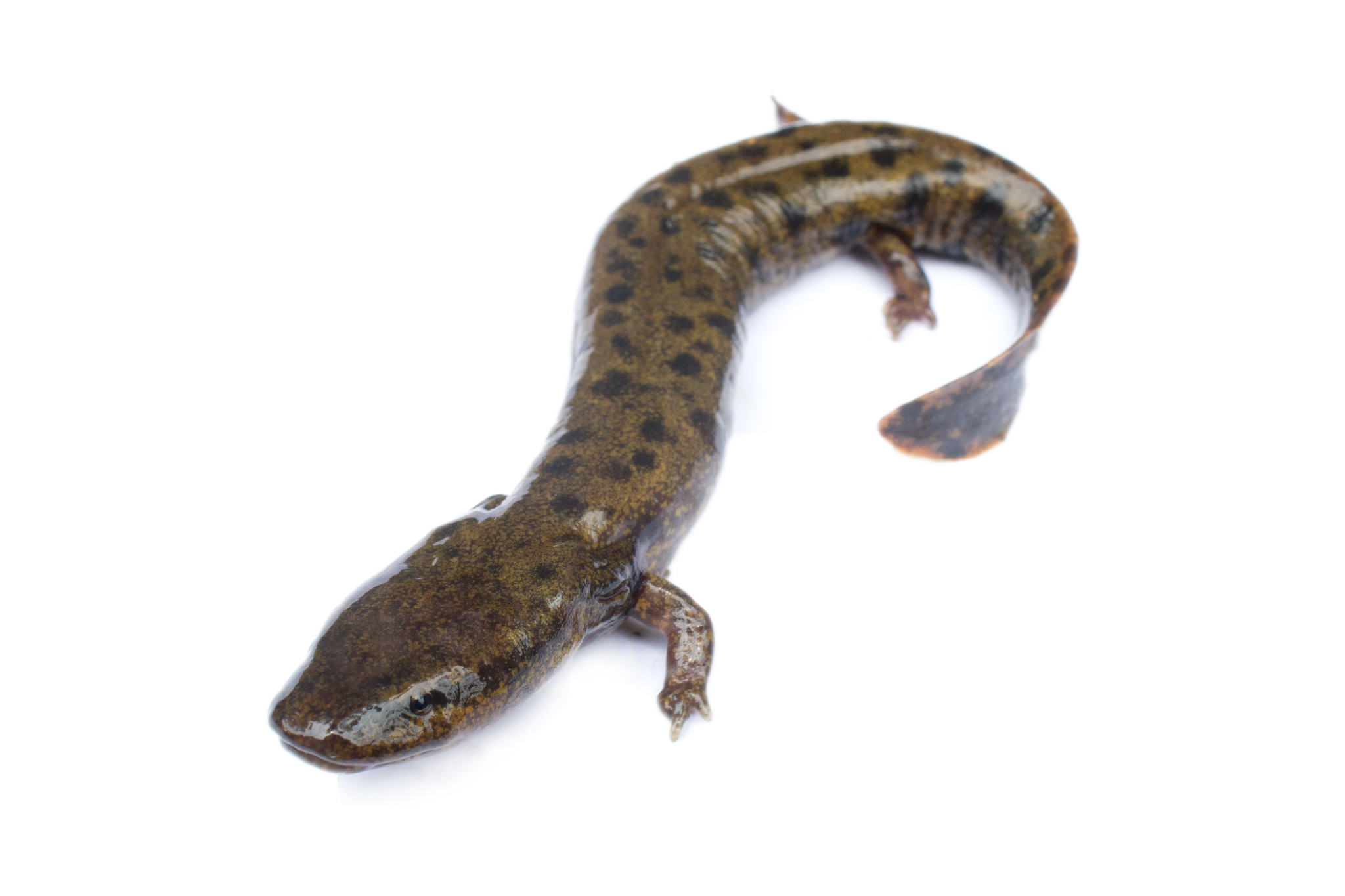
Necturus maculosus

I Necturus sono neotenici: gli adulti mantengono una morfologia larvale con branchie esterne, due paia di fessure branchiali e nessuna palpebra. Sono moderatamente robusti e hanno due paia di arti corti ma ben sviluppati e una grande coda compressa lateralmente. I polmoni sono presenti ma piccoli. La dimensione tipica degli adulti è di 20-25 cm di lunghezza totale, ma il Necturus punctatus è più grande e può raggiungere i 40 cm.

## Tassonomia

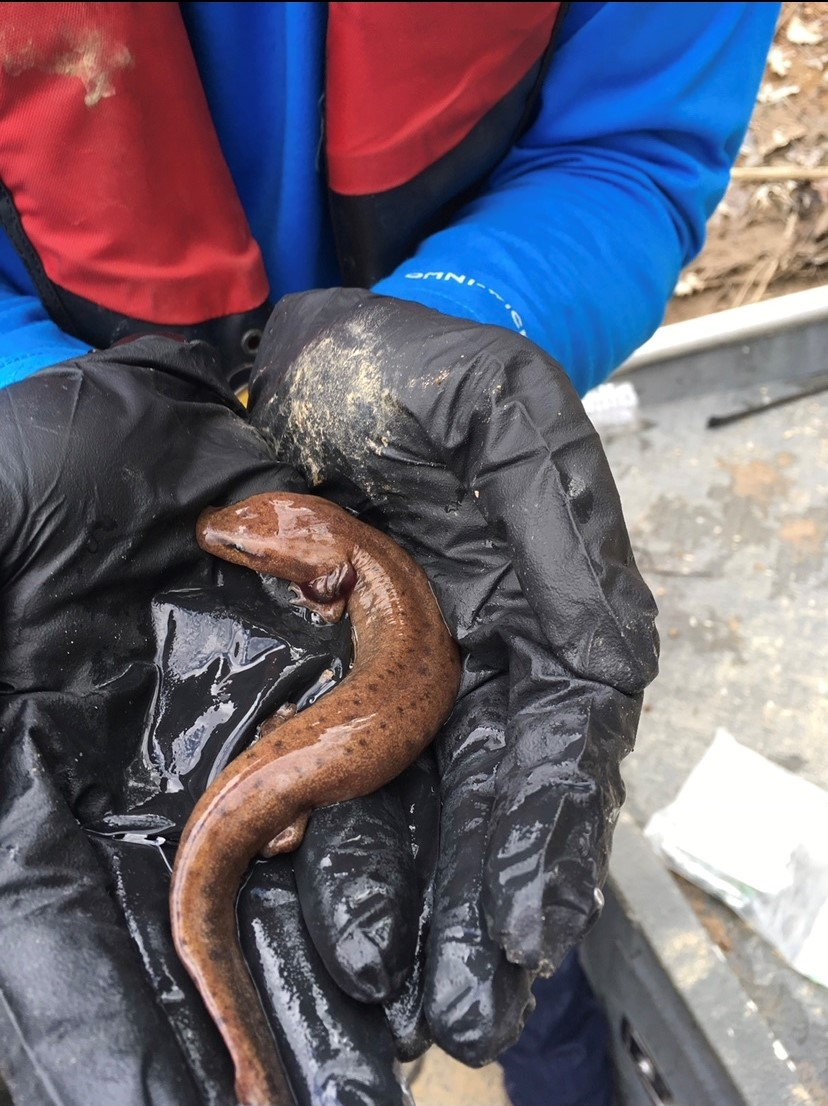
Necturus alabamensis

Il genere comprende le seguenti sette specie viventi alle quali se ne affiancano altre due fossili:
- Necturus alabamensis Viosca, 1937
- Necturus beyeri Viosca, 1937
- Necturus lewisi Brimley, 1924
- Necturus lodingi Viosca, 1937
- Necturus louisianensis Viosca, 1938
- Necturus maculosus - Mudpuppy comune (Rafinesque, 1818)
- Necturus punctatus (Gibbes, 1850)

## Note

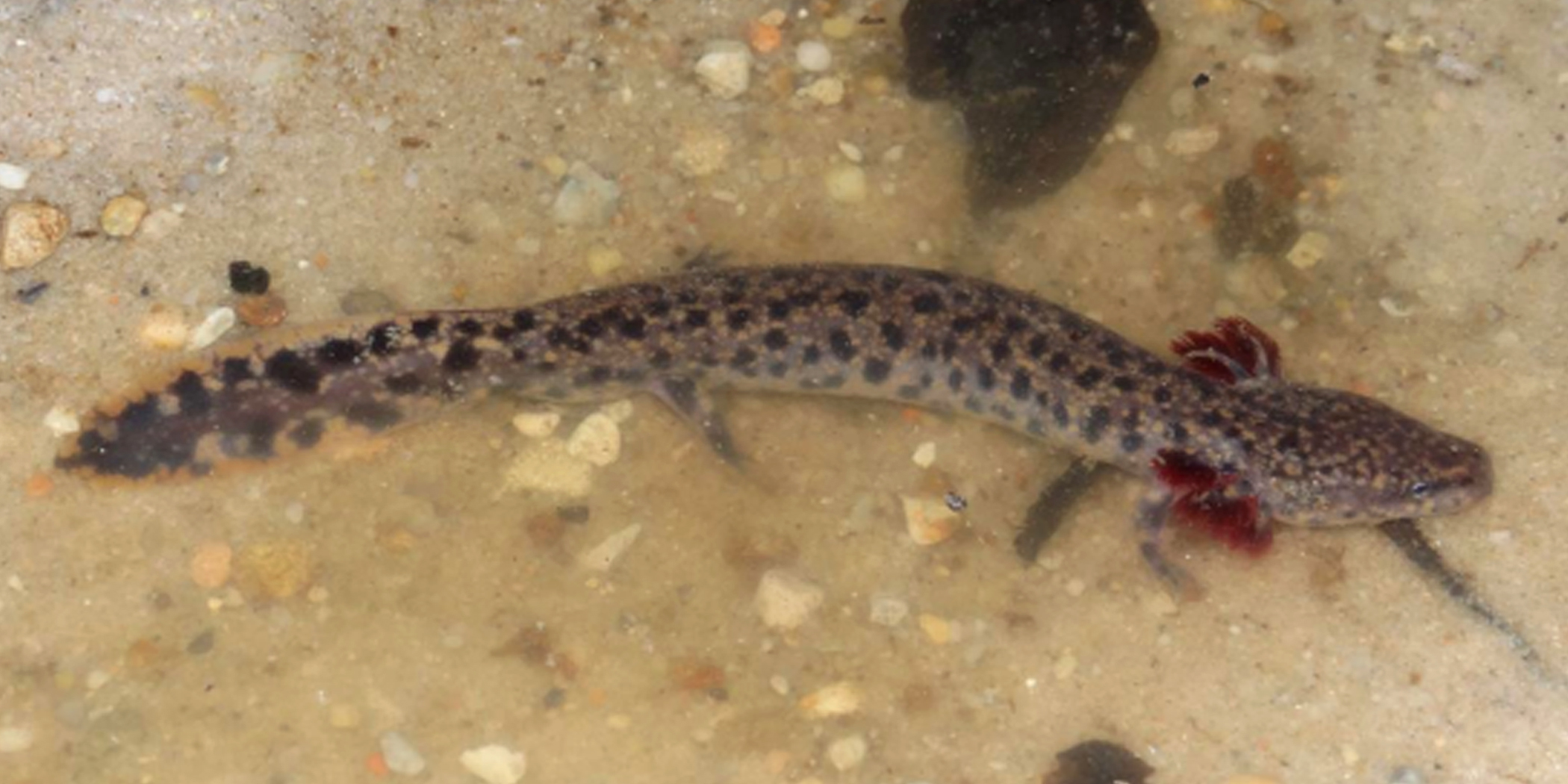
Necturus beyeri

## Altri progetti

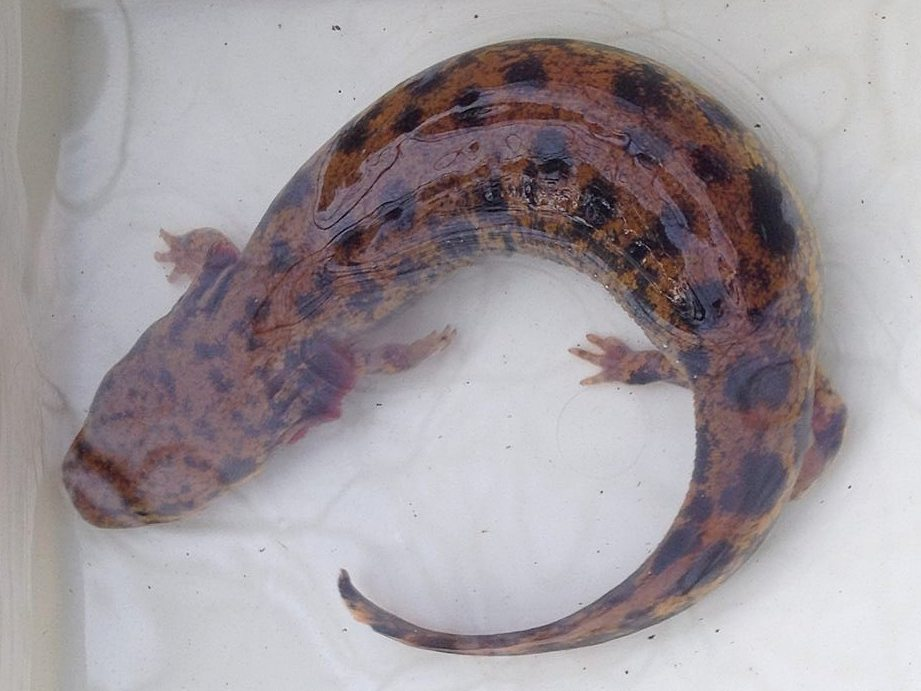
Necturus lewisi

## Collegamenti esterni

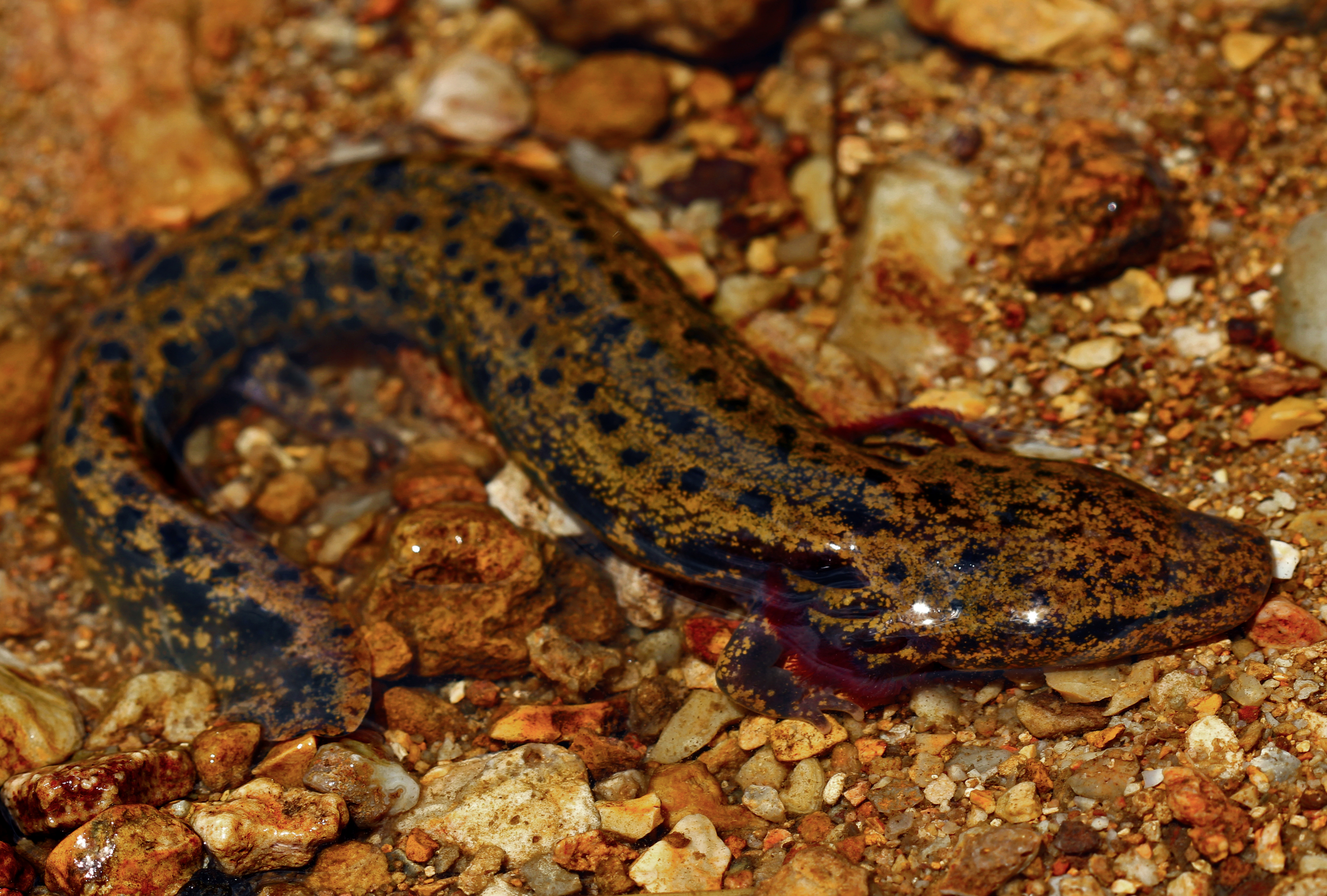
Necturus maculosus louisianensis